# Edipo (De La Rosa)
Edipo è una tragedia di Francisco Martínez de la Rosa del 1829, nella quale è palese l'influsso di Vittorio Alfieri.
L'autore cerca soprattutto il significato umano dell'argomento tragico, ma mostra quanto gusto della classicità fosse rimasto inconsapevolmente in lui, che pure viene considerato l'iniziatore del movimento romantico in Spagna.

## Critica
Di tutte le imitazioni moderne è la meno infedele alla lettera se non allo spirito di Sofocle; la più scevra di accessori estranei, la più semplice e, pertanto, la migliore. Fu un gran trionfo commuovere un pubblico come quello spagnolo con l'eco delle trombe di Tebe... In nessun'altra opera Martínez De La Rosa mise tanto impegno di dedizione come nell'Edipo ne tornò a fare in sua vita versi così pieni e numerosi come questi. (Menéndez y Pelayo).